# ویکتوریا الکاک
ویکتوریا اَلکاک (انگلیسی: Victoria Alcock؛ زادهٔ ۱۳ مهٔ ۱۹۶۸) بازیگر اهل بریتانیا است.
از فیلم‌ها یا مجموعه‌های تلویزیونی که وی در آن‌ها نقش داشته‌است، می‌توان به ایست‌اندرز، به دور از مردم شوریده، آتش‌زا، پوآرو، تلفات، دکتر هو، شهر هالبی، خیابان کورونیشن اشاره نمود.